# کومرو
کومرو (به ترکی استانبولی: Kumru) شهری است در کشور ترکیه که در استان اردو واقع شده‌است. جمعیت این شهر بر اساس سرشماری سال ۲۰۰۸ میلادی ۱۲٬۱۱۶ نفر و بر اساس برآوردهای سال ۲۰۰۹ میلادی ۱۲٬۳۷۶ نفر می‌باشد.